# Крекінг-установка у Неводарі
Крекінг-установка у Неводарі – виробництво у складі нафтопереробного та нафтохімічного майданчика, розташованого поблизу румунського чорноморського порту Констанца.
У 1979 році за півтора десятки кілометрів від північної околиці Констанци почав роботу нафтопереробний завод Petromidia (наразі належить казахській компанії Казмунайгаз). В 1988 році на його майданчику ввели в експлуатацію установку парового крекінгу (піролізу) річною потужністю 200 тисяч тонн етилену та 100 тисяч тонн пропілену. Як сировину мали використовувати газовий бензин (54,7%), керосин (29,6%), бутан (5%) та пропан (10,7%). Одна з печей також могла здійснювати піроліз етану, фракціонованого під час виробничого процесу заводу. При роботі на повній потужності піролізне виробництво потребувало б 700 тисяч тонн сировини на рік.
Введення установки припало на позначений потужною економічною кризою завершальний період комуністичного правління, внаслідок чого у 1988 – 1990 роках вона простоювала через нестачу сировини. У 1990-х установка двічі зупинялась на термін у кілька місяців через нестачу місць для зберігання продукції, а з 1996-го припинила роботу та потрапила на консервацію.
Основна продукція установки призначалась для полімеризації на самому неводарському майданчику, де у 1988 році разом з нею ввели лінії поліетилену високої щільності, поліетилену низької щільності та поліпропілену (кожна потужністю по 60 тисяч тонн на рік). Крім того, існувало виробництво оксиду пропілену, розраховане на продукування так само 60 тисяч тонн. 
Зупинка піролізної установки не призвело до закриття напрямку полімерів, котре навіть було почасти підсилене – до 70 тисяч тонн поліетилену високої щільності та 90 тисяч тонн поліпропілену. Етилен при цьому імпортують морським шляхом через наявний у комплексі термінал, здатний приймати газові танкери до 5 тисяч тонн, а пропілен вилучають із газів нафтопереробки з використанням колони розділення зі складу законсервованої установки парового крекінгу. Зберігання сировини здійснюється у кріогенних резервуарах для етилену (10 тисяч тонн) та пропілену (14 тисяч тонн).     